# Lingua Nukunu
La Lingua Nukunu (in Nukunu Warra o Wongaidja, "parlare")  è una lingua estinta parlata dagli aborigeni Nukunu delle coste nord-orientali del golfo di Spencer, in Australia Meridionale. La lingua è soggetta a tentativi di rivitalizzazione linguistica sin dal 2017.

## Caratteristiche
La lingua Nukunu presenta tre vocali con differenza fra vocale corta e lunga (vocale aperta a, a:, vocale chiusa anteriore i, i:, vocale chiusa posteriore u, u:).

Il comparto consonantico è quello tipico delle lingue Pama–Nyunga, con sei occlusive sorde (labiale p, velare k, dentale t̪, palatale c, alveolare t, retroflessa ʈ) e una occlusiva retroflessa (ɖ), sei nasali (labiale m, velare ŋ, dentale n̪, palatale ɲ, alveolare n, retroflessa ɳ), quattro laterali (dentale l̪, palatale ʎ, alveolare l, retroflessa ɭ), una vibrante semplice alveolare (ɾ), una vibrante multipla alveolare (r) e tre approssimanti (una labiale-velare w, una palatale j, una retroflessa ɻ). In contrasto con le altre lingue Thura–Yura, tuttavia, il Nukunu non presenta nella lenizione di th- o k- iniziali prima delle vocali.
Esiste un contrasto fonemico vocale nelle consonanti retroflesse (es. kurdi / ['kuɖi], "flegma" e kurti / ['kuʈi], "quandong").

## Alcune parole
- kutnyu / bingera - uomo bianco / fantasma;
- ngami / ngangkayi mungier - madre / seno / Via Lattea;
- nhantu / kudla - canguro grigio occidentale;
- nyilka / katli / gardley - cane;
- wilka / quana - dingo;
- yartli / ludlaw / maama / mamara - padre;
- yunga - fratello maggiore;
- yuri - orecchio;